# HMCS Strathroy (K455)
HMCS Strathroy (K455) je bila korveta izboljšanega razreda Flower, ki je med drugo svetovno vojno plula pod zastavo Kraljeve kanadske vojne mornarice.

## Zgodovina
Ladja je bila v lasti Kraljeve kanadske vojne mornarice vse do leta 1946, ko je bila prodana Čilu kot Chipana.